# 2011年12月22日巴格达连环爆炸案
2011年巴格达连环爆炸案发生在2011年12月22日，是发生在伊拉克首都巴格达发生的一系列炸弹袭击事件，导致72人死亡和196人受伤。

## 事件概况
伊拉克政府通报说，首都的11个地区发生了至少14起爆炸事件。伊卫生部估计有69人遇难，169人受伤。大多数的袭击发生在什叶派居住的地区，在逊尼派聚集的Adhamiyah区也有一个簡易爆炸裝置导致的袭击。最严重的袭击并且唯一证实的自杀式炸弹发生于Karrada区：当时一名恐怖分子驾驶一辆救护车冲进政府的反腐败机构，造成25人死亡和62人受伤。当地的警察安保人员让他通行的原因是因为那个司机表示他是到要到附近的一所医院去的。记者报道说袭击发生后安全士兵禁止任何人员通过袭击发生地，袭击后大街上的人也马上变少了。
这些袭击发生于政府高层出现教派矛盾后：12月19日总理努里·马利基（什叶派人士）以“策划炸弹袭击杀害政府官员”的罪名要授权逮捕副总统塔里克·哈希米(Tariq Al-Hashimi，逊尼派人士)。
此外，在伊拉克其他城市也有袭击发生：在巴古拜一名枪手杀害了一家五口和一名卫兵，死者都是逊尼派觉醒委员会（Sunni Awakening council）成员；摩苏尔发生的几起枪击事件导致2死4伤；在巴比倫省的Mussayab和首都西南60公里远的Jurf Al Sakhar有5人因袭击而受伤；在基爾庫克也发现了一具尸体。
巴格达当晚又发生了爆炸，当地记者报道说在当地晚间10点左右有至少4起爆炸事件。因此官方通报称当天死亡人数上升到了72人，事发地包括首都西南部的Hayy Al-Shurtta区和Hayy Al-Jihad区。

## 调查

### 推测
事后没有组织立即宣称对事件负责。不过，媒体认为位于伊拉克的逊尼派基地组织成员最有可能是凶手，因为袭击对象大多是什叶派人士居住的地区。正躲避在伊拉克庫德斯坦的伊拉克副总统塔里克·哈希米指责伊拉克当局策划了袭击。

## 反应
前伊拉克总理、伊拉克国家运动党（Iraqi National Movement）领导人伊亚德·阿拉维表示，伊拉克政府应该为暴力行为受到谴责，他警告说“只要人民被驱逐出政治进程当中，暴力就会持续下去”。
虽然美军已刚刚全部撤离伊拉克，但是美国官员表示他们关注着“基地组织的复苏”迹象。